# Saint-Georges-des-Groseillers
Saint-Georges-des-Groseillers és un municipi francès situat al departament de l'Orne i a la regió de Normandia. L'any 2007 tenia 3.184 habitants.

## Demografia

### Població
El 2007 la població de fet de Saint-Georges-des-Groseillers era de 3.184 persones. Hi havia 1.437 famílies de les quals 450 eren unipersonals (221 homes vivint sols i 229 dones vivint soles), 570 parelles sense fills, 345 parelles amb fills i 72 famílies monoparentals amb fills.
La població ha evolucionat segons el següent gràfic:
Habitants censats

### Habitatges
El 2007 hi havia 1.561 habitatges, 1.451 eren l'habitatge principal de la família, 32 eren segones residències i 78 estaven desocupats. 1.412 eren cases i 147 eren apartaments. Dels 1.451 habitatges principals, 1.124 estaven ocupats pels seus propietaris, 314 estaven llogats i ocupats pels llogaters i 13 estaven cedits a títol gratuït; 45 tenien una cambra, 94 en tenien dues, 201 en tenien tres, 438 en tenien quatre i 673 en tenien cinc o més. 1.034 habitatges disposaven pel capbaix d'una plaça de pàrquing. A 733 habitatges hi havia un automòbil i a 566 n'hi havia dos o més.

### Piràmide de població
La piràmide de població per edats i sexe el 2009 era:
| Homes | Edats   | Dones |
| ----- | ------- | ----- |
| 0     | 95 o +  | 0     |
| 0     | 90 a 94 | 16    |
| 12    | 85 a 89 | 28    |
| 20    | 80 a 84 | 32    |
| 72    | 75 a 79 | 88    |
| 56    | 70 a 74 | 108   |
| 112   | 65 a 69 | 108   |
| 112   | 60 a 64 | 108   |
| 112   | 55 a 59 | 128   |
| 152   | 50 a 54 | 152   |
| 100   | 45 a 49 | 108   |
| 116   | 40 a 44 | 100   |
| 88    | 35 a 39 | 104   |
| 100   | 30 a 34 | 100   |
| 112   | 25 a 29 | 64    |
| 72    | 20 a 24 | 72    |
| 84    | 15 a 19 | 100   |
| 116   | 10 a 14 | 96    |
| 72    | 5 a 9   | 92    |
| 44    | 0 a 4   | 60    |

## Economia
El 2007 la població en edat de treballar era de 1.943 persones, 1.326 eren actives i 617 eren inactives. De les 1.326 persones actives 1.249 estaven ocupades (656 homes i 593 dones) i 77 estaven aturades (35 homes i 42 dones). De les 617 persones inactives 318 estaven jubilades, 158 estaven estudiant i 141 estaven classificades com a «altres inactius».

### Ingressos
El 2009 a Saint-Georges-des-Groseillers hi havia 1.423 unitats fiscals que integraven 3.222 persones, la mediana anual d'ingressos fiscals per persona era de 18.889 €.

### Activitats econòmiques
Dels 123 establiments que hi havia el 2007, 2 eren d'empreses alimentàries, 3 d'empreses de fabricació de material elèctric, 3 d'empreses de fabricació d'elements pel transport, 11 d'empreses de fabricació d'altres productes industrials, 19 d'empreses de construcció, 31 d'empreses de comerç i reparació d'automòbils, 6 d'empreses de transport, 8 d'empreses d'hostatgeria i restauració, 6 d'empreses financeres, 3 d'empreses immobiliàries, 13 d'empreses de serveis, 10 d'entitats de l'administració pública i 8 d'empreses classificades com a «altres activitats de serveis».
Dels 34 establiments de servei als particulars que hi havia el 2009, 2 eren tallers de reparació d'automòbils i de material agrícola, 2 tallers d'inspecció tècnica de vehicles, 2 establiments de lloguer de cotxes, 2 guixaires pintors, 5 fusteries, 6 lampisteries, 4 electricistes, 1 empresa de construcció, 2 perruqueries, 1 agència de treball temporal, 4 restaurants, 2 tintoreries i 1 saló de bellesa.
Dels 16 establiments comercials que hi havia el 2009, 1 era, 1 un supermercat, 1 una botiga de més de 120 m², 2 fleques, 1 una peixateria, 2 botigues de roba, 1 una botiga de roba, 1 una botiga d'equipament de la llar, 2 botigues de mobles, 1 una botiga de mobles, 1 una perfumeria i 2 floristeries.
L'any 2000 a Saint-Georges-des-Groseillers hi havia 11 explotacions agrícoles que ocupaven un total de 480 hectàrees.

## Equipaments sanitaris i escolars
El 2009 hi havia 1 farmàcia i 1 ambulància.
El 2009 hi havia 1 escola maternal i 2 escoles elementals.

## Poblacions més properes
El següent diagrama mostra les poblacions més properes.